# 데이비드 델라로코

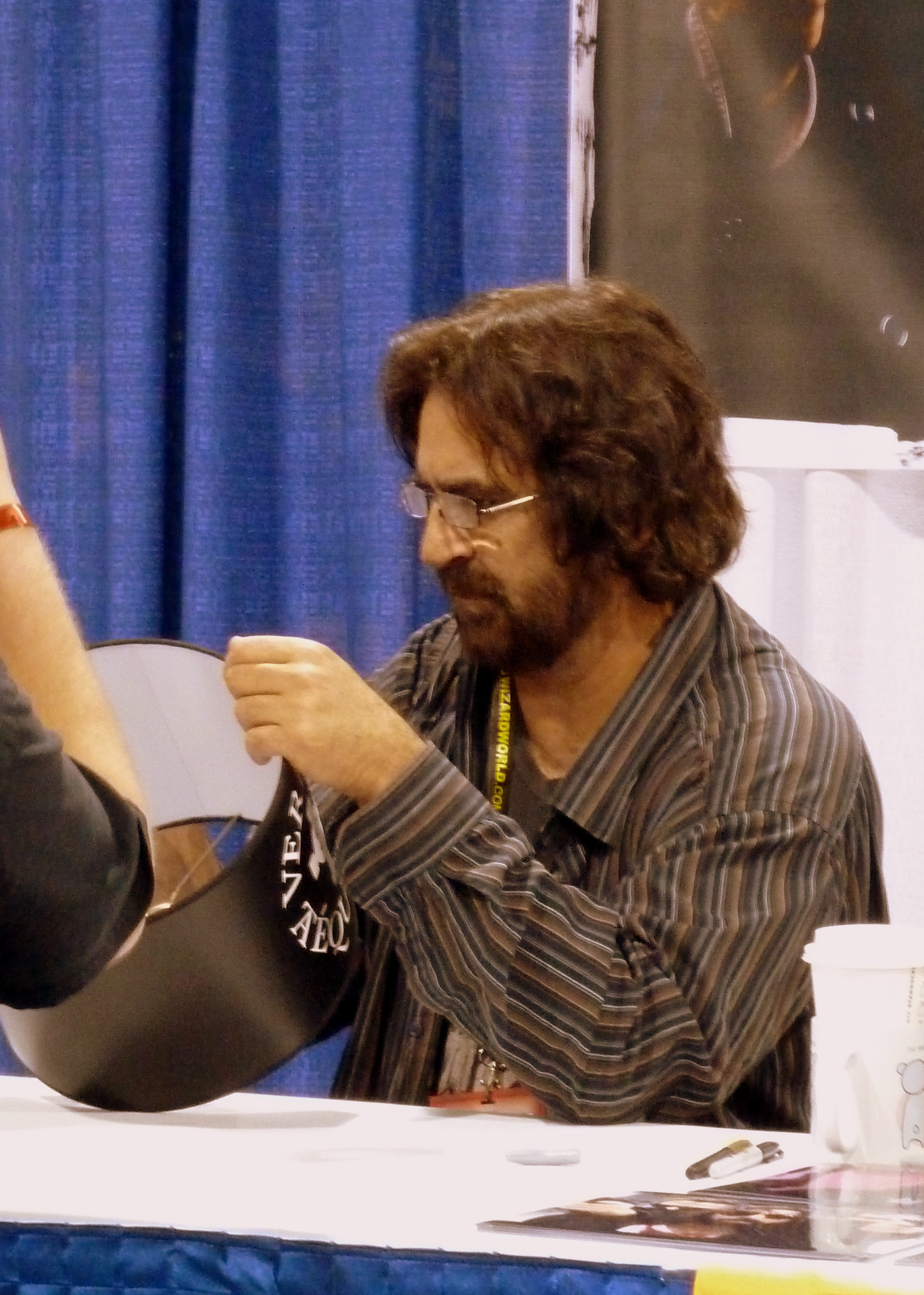

데이비드 델라로코(영어: David Della Rocco, 1952년 5월 4일 ~ )는 미국의 배우이다.
코네티컷주 노리치에서 태어났다.

## 영화
- 피딩 온 피어 (2017년)
- 더 블랙 도브 (2012년)
- 분닥 세인트 2 (2009년) - 로코 역
- 분닥 세인트 (1999년) - 데이빗 델라 록/퍼니 맨 리코 역